# Programa Lunar Orbiter

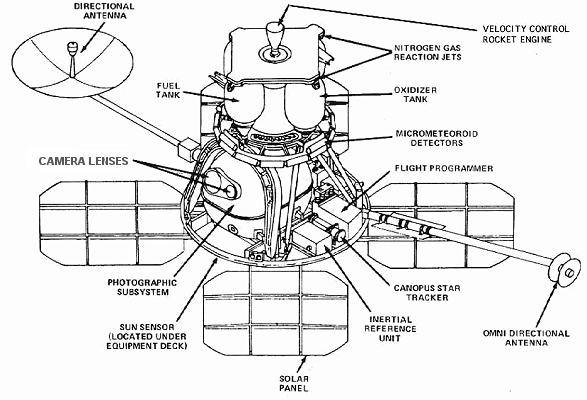
Diagrama esquemático da espaçonave
Lunar Orbiter (NASA).

O Programa Lunar Orbiter foi um programa espacial desenvolvido pelos Estados Unidos para envios de cinco sondas espaciais não-tripuladas a Lua entre os anos de 1966 e 1967. 
Elas foram desenvolvidas e lançadas com a intenção de ajudar nas missões Apollo, entrando em órbita lunar, mapeando a superfície e tirando fotografias. Todas as cinco missões Lunar Orbiter foram bem sucedidas e cerca de 99% da superfície lunar foi mapeada.
Todas as sondas do programa foram lançadas a partir da Estação da Força Aérea de Cabo Canaveral, utilizando a família de foguetes Atlas-Agena.

## As missões

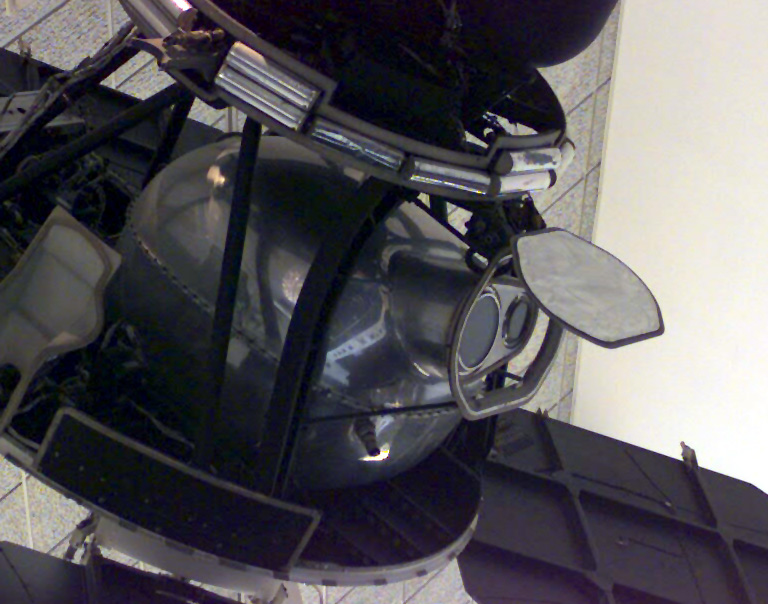
Câmera de um Lunar Orbiter (NASA).

Abaixo estão as informações das cinco missões do programa:
- Lunar Orbiter 1[3]
  - Lançado: 10 de agosto de 1966
  - Imaged Lua: 18 de agosto a 29 de agosto de 1966
  - Impacto com Lua: 29 de outubro de 1966
  - Pouso da missão Apollo site survey

- Lunar Orbiter 2[4]
  - Lançado: 6 de novembro de 1966
  - Imaged Lua: 18-25 de novembro de 1966
  - Impacto com Lua: 11 de outubro de 1967
  - Pouso da missão Apollo site survey

- Lunar Orbiter 3[5]
  - Lançado: 5 de fevereiro de 1967
  - Imaged Lua: 15 de fevereiro a 23 de fevereiro de 1967
  - Impacto com Lua: 09 de outubro de 1967
  - Pouso da missão Apollo site survey

- Lunar Orbiter 4[6]
  - Lançado: 4 de maio de 1967
  - Imaged Lua: 11 de maio a 26 de maio de 1967
  - Impacto com a Lua: aproximadamente 31 de outubro de 1967
  - Missão de mapeamento lunar

- Lunar Orbiter 5[7]
  - Lançado: 1º de agosto de 1967
  - Imaged Lua: 06-18 de agosto de 1967
  - Impacto com Lua: 31 de janeiro de 1968
  - Mapeamento lunar e oi-res missão